# M21 (снайперська гвинтівка)
Гвинтівка M21 — самозарядна снайперська гвинтівка, розроблена на базі модифікації легендарної M14 — M14 National Match під набій 7,62×51 мм НАТО. Експериментальні зразки почали надходити у війська у 1969 році — ще за часів війни у В'єтнамі. Снайперська гвинтівка досі стоїть на озброєнні деяких підрозділів Армії та поліції США.

## Історія
Під час В'єтнамської війни Армія США швидко відчула гостру необхідність в ефективній снайперській гвинтівці, що забезпечувала б високу точність стрільби і значну практичну скорострільність. Найпростішим рішенням стала розробка такої гвинтівки на основі вже наявних у виробництві армійських гвинтівок М14, точніше — їх спеціально доопрацьованого для стрілецьких змагань варіанту M14 National Match. Основною відмінністю нової снайперської гвинтівки XM21 від M14 NM стала установка нового оптичного прицілу Leatherwood3X-9X Adjustable Ranging Telescope (ART) на спеціальному кронштейні, що забезпечує автоматичне введення поправок по дальності стрільби для набою М118 (варіант набою 7,62×51 мм НАТО оптимізований для високоточної стрільби). У 1969 році арсенал в Рок-Айленді модифікував понад 1400 гвинтівок М14 NM до варіанту ХМ21. Значна їх частина була відправлена до В'єтнаму.

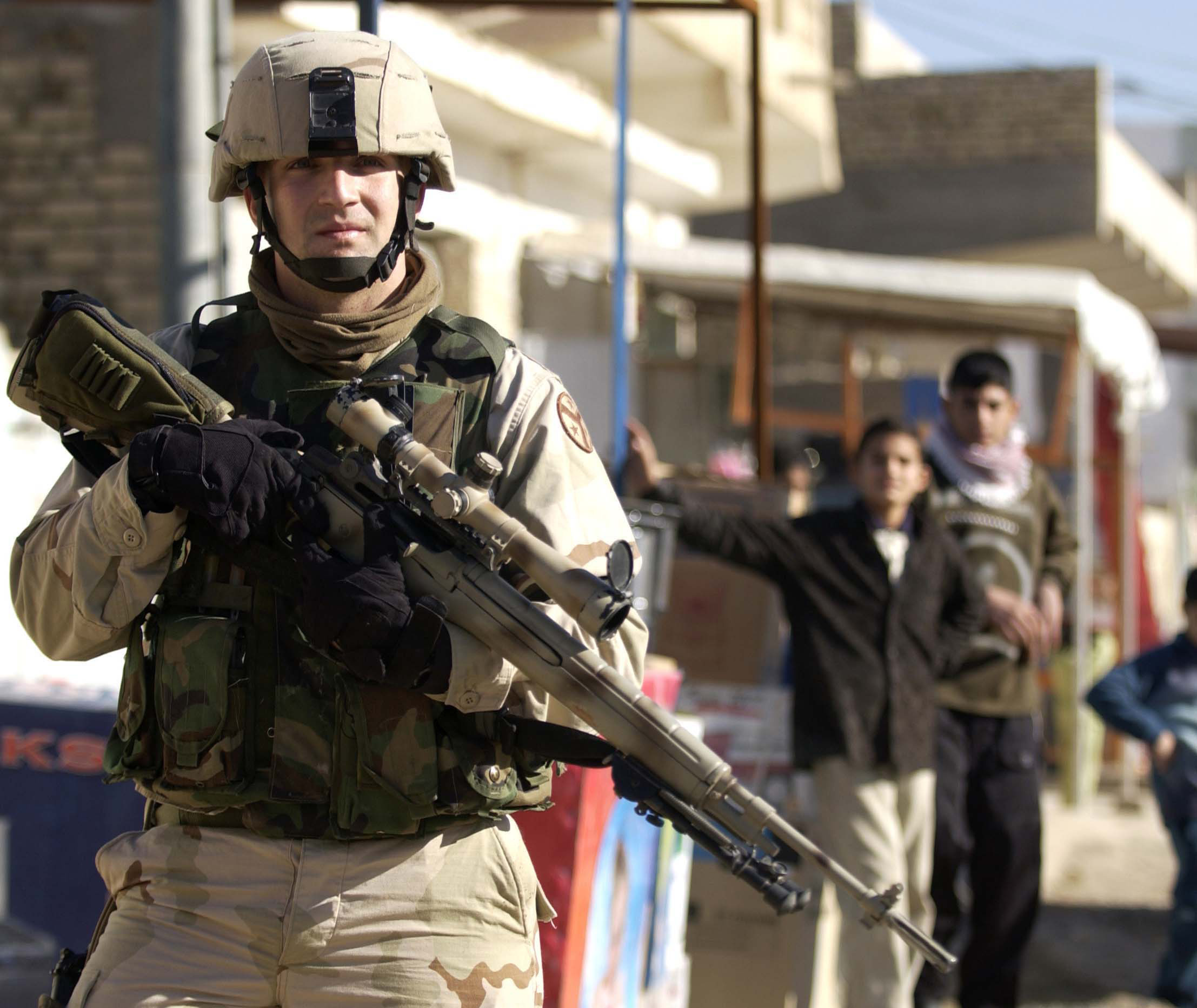
Американський піхотинець з M21, Ірак, 31 грудня 2004

Частина гвинтівок додатково була укомплектована глушником Sionics. У 1975 році гвинтівка з експериментальної (індекс ХМ21) отримала статус такої, що офіційно перебуває на озброєнні (індекс М21), і перебувала в цьому статусі до 1988 року, коли їй на зміну була прийнята снайперська гвинтівка М24. Однак у військах і в Національній Гвардії гвинтівки М21 використовуються й досі. Крім того, для Сил спеціальних операцій США був розроблений варіант гвинтівки з індексом M25, який відрізнявся від M21 досконалішою пластиковою цівкою фірми McMillan і більш сучасними оптичними прицілами фірм Baush & Lomb або Leupold на нових кронштейнах. Імовірно ці гвинтівки будуть використовуватися у військах поки їм на заміну не зроблять достатню кількість нових самозарядних гвинтівок M110.

## Конструкція
M21 — самозарядна гвинтівка з газовідвідною автоматикою, що має газовий поршень з коротким ходом, який розташований під стволом. Замикання каналу ствола відбувається за допомогою поворотного затвора. Газова камера і поршень снайперської гвинтівки оброблялись вручну і мали поліровані поверхні для зменшення нагару і тим самим підвищення ефективності роботи. Газова камера нерухомо з'єднана з нижнім кільцем ложа. Спусковий механізм також оброблявся вручну. Зусилля на спусковому гачку перебуває у межах 2-2,15 кг. Гвинтівка спочатку мала цільне дерев'яне ложе з пістолетним виступом шийки, який був просякнутий епоксидною смолою. Пізніші версії ложа робились з склотекстоліта.
Снайперська гвинтівка має діоптричний цілик і мушку. Кронштейн для кріплення оптичного прицілу встановлений на лівій стороні ствольної коробки. Штатний приціл для цієї гвинтівки — 3х-9х Adjustable Ranging Telescope (ART), що дозволяє вести прицільний вогонь на відстанях до 1000 метрів. Можливе встановлення штатного нічного прицілу на спеціальному кронштейні. M21 може оснащуватись регульованими складними сошками. Спрингфілдський арсенал на замовлення випускає модифікацію M21 з стволом, що забезпечує кращу стабілізацію кулі в польоті.